# Ейлат (аеропорт)
Аеропорт Ейлат (іврит: שְׂדֵה הַתְּעוּפָה אֵילַת
,  араб. مطار إيلات), також відомий як аеропорт Якова Гоцмана (IATA: ETH, ICAO: LLET) — закритий ізраїльський аеропорт,що був розташований у  центрі міста Ейлат, та названий на честь засновника авіакомпанії Arkia Якова Гоцмана. В основному обслуговував внутрішні рейси до Тель-Авіву та Хайфи.
Після відкриття аеропорту Рамон, що розташований приблизно за 20 км на північ від міста, аеропорт Ейлат припинив свою діяльність 18 березня 2019 року. Новий, більший аеропорт тепер обслуговує всі внутрішні та міжнародні рейси Ейлата. 

## Історія
Міжнародних пасажирський трафік зменшився з  20 000 пасажирів на рік в кінці 2000-х до 5000 на рік в 2010-і роки.
У серпні 2019 року розпочались роботи з очищення порту. Спочатку буде побудовано зону відпочинку. Також було оголошено, що термінал, як очікувалося, буде функціонувати як культурний центр

## Майбутнє
Після перенесення польотів до аеропорту Рамон був підготовлений новий план розвитку старого комплексу аеропорту площею 77 гектарів. Як частина плану, в його північній частині планується побудувати новий житловий квартал, в якому буде розташовано близько тисячі житлових одиниць, а також додаткові заклади, такі як дитячі садки, школи, синагоги, сквери тощо. На півдні комплексу планується нова туристична зона з новою смугою готелів, яка включатиме понад 2000 готельних номерів поруч із новою набережною (вздовж колишньої траси злітно-посадкової смуги), торговими та розважальними зонами та різними туристичними визначними пам'ятками. Нова туристична зона з'єднає пляжну готельну зону та житлові квартали у центрі міста, які раніше були розділені злітно-посадковою смугою та польовими зонами. 
Старий термінал буде відремонтовано та перетворено на багатоцільовий культурний центр, який включатиме аудиторію для конференцій, вистав та вистав, а поруч - велику вимощену будівлю для величезних вечірок.

## Пасажирообіг
Див. джерело запитів Вікіданих та джерела.

## Зовнішні посилання
- Офіційний сайт
- Інформація про аеропорт для LLET [Архівовано 4 березня 2016 у Wayback Machine.] у світових Аеро даних. Поточні дані станом на жовтень 2006 року.Джерело: DAFIF.
- Інформація про аеропорт для Eth / LLET [Архівовано 12 лютого 2015 у Wayback Machine.] на велике коло Картографа. Джерело: DAFIF (з жовтня 2006).
- Поточна погода у LLET в НУОА/НМР
- ДТП історії для Eth / LLET [Архівовано 18 березня 2017 у Wayback Machine.] з авіаційної безпеки мережі